# Magdalena Czyszczoń
Magdalena Czyszczoń (ur. 4 marca 1995 w Zakopanem) – polska łyżwiarka szybka, dwukrotna olimpijka, medalistka mistrzostw Polski w łyżwiarstwie szybkim.
Jest zawodniczką klubu AZS-AWF Katowice, jej trenerem jest Krzysztof Niedźwiedzki. Na Mistrzostwach Polski w Łyżwiarstwie Szybkim na Dystansach w 2017 zdobyła mistrzostwo Polski na dystansie 5000 metrów oraz w wyścigu drużynowym. W  2018 obroniła mistrzostwo na 5000 m oraz zajęła trzecie miejsce w biegu ze startu masowego.
W 2018 zajęła 6. miejsce w biegu masowym na mistrzostwach Europy. Na Zimowe Igrzyska Olimpijskie w Pjongczangu zakwalifikowała się w biegu masowym.